# Зільберфарб Мойсей
Моше́ (Мойсей) Зільберфа́рб (Базин Мойсей Ісакович) (*1876, Рівне — †1934,Варшава) — російський, український, польський і єврейський політичний і державний діяч. Письменник.

## Біографія
Народився в 1876 році в Рівному. У 1906 році засновник групи Відродження і Соціалістичної єврейської робочої партії. З березня 1917 року член Української Центральної Ради від Єврейської Об'єднаної Соціалістичної Партії, член Малої Ради. 27 липня 1917 року увійшов до складу Генерального Секретаріату УЦР-УНР як товариш генерального секретаря міжнаціональних справ Сергія Єфремова від євреїв.
7 листопада 1917 року — обраний до складу Крайового Комітету для охорони революції в Україні. У січні 1918 року призначений міністром єврейських справ УНР. Один з авторів законопроєкту про національно-персональну автономію. З 1918 по 1920 рр. очолював Єврейський народний університет і Товариство сприяння розвитку єврейської культури в Києві. У 1921 році переїхав до Варшави, де продовжував активно брати участь у єврейському житті; став головою ОРТа.
У 1934 році помер у Варшаві.

## Вшанування пам'яті
В Рівному існує вулиця Мойсея Базіна.

## Твори
- Є автором книги «Єврейське міністерство і єврейська національна автономія в Україні» (1919).